# 阿爾尊·納拉辛哈·凱西
阿爾尊·納拉辛哈·凱西（尼泊爾語：अर्जुन नरसिंह केसी；1947年2月28日—）又名 ，是尼泊尔政治家和前教授，目前担任尼泊尔大会党代表努瓦科特的国会议员。  凱西 曾五次在不同的联合政府中担任部长，负责教育、卫生、住房和物质规划以及城市发展。 他最近一次是在 2016 年至 2017 年第二届达哈尔内阁中担任城市发展部长。  凱西 共四次从努瓦科特选区当选为国家立法机关议员。
他曾担任尼泊尔大会党联合秘书长兼该党发言人。

## 早年生活和教育
凱西 拥有尼泊尔加德满都特里布万大学政治学硕士学位。 从政之前，他是特里布万大学政治学系的教授兼系主任，也是一名执业律师。 
此外，他还于 1982 年在美国波士顿塔夫茨大学弗莱彻外交学院获得了国际关系和外交政策决策方面的奖学金。

## 政治生涯

### 早期政治生涯

凱西在家乡努瓦科特发表演讲，支持议会民主

在国大党高层领导的指示下，凱西 以独立候选人身份参加了1981 年的 Rastriya Panchayat 选举，并赢得了一个席位。 
凱西 首先于 1982 年至 1983 年担任苏里亚·巴哈杜尔·塔帕 政府的卫生部邦部长，然后于 1995 年至 1999 年担任卫生、教育和体育规划部长。   凱西 在 1991 年和 1994 年的议会选举中两次当选为议员。  

### 卫生和人口部长（1995年 - 1997年）
1996年，凱西在尼泊尔医疗体系改革中发挥了关键作用，该改革旨在让城市地区过剩的医生迁往人手不足的山区和特莱平原地区。 他引入了强有力的激励措施、更快的晋升机制，并为在尼泊尔医疗资源匮乏地区工作的医生增加了津贴和培训机会。此外，他还严格执行晋升标准，并限制“kaaj”（常被利用的漏洞，指被派往山区的医生可以安排返回城市，但调职时间不固定）现象。新立法将这种做法限制为每年一个月。

### 教育部长（1998-1999年）

凱西（左三）在尼泊尔大会党会议上与前总理G.P. 柯伊拉腊（右三）

在第二次GP·柯伊拉腊内阁中，凱西再次被任命为教育部长。   凱西通过促成与外国达成协议，确保尼泊尔学位与国际高等教育学位具有同等效力，显著提高了尼泊尔教育资格的认可度。他的努力使尼泊尔学生能够更有效地出国深造，克服了尼泊尔学位往往被认为过时或不被外国学术机构认可的挑战。 
1999年，凱西被提名为尼泊尔大会党国际关系部部长。2000年9月25日，凱西被时任尼泊尔大会党主席吉里贾·普拉萨德·柯伊拉腊任命为尼泊尔大会党发言人。 

### 2006年革命期间的作用
凱西 是尼泊尔大会党在反对前国王贾南德拉直接统治的七党人民运动联盟中代表尼泊尔大会党担任加德满都谷地协调员。   2005 年 2 月 16 日，尼泊尔警方在萨内帕的党办公室逮捕了 凱西，这是自国王宣布紧急状态、禁止抗议、拘留党内主要领导人和暂停基本权利以来 凱西 第一次被捕。 
凱西 在监狱里待了三个月才被释放，一周后，他在参加尼泊尔班克的一次党内会议时再次被捕。  2005 年 8 月，尼泊尔大会党在加德满都举行第 11 届大会后，凱西 被 G.P. 柯伊拉腊任命为联合秘书长。 

### 城市發展部部長（2016－2017）
在城市发展部任职期间，凱西在制定来年财政计划的同时，在推动可持续发展目标方面发挥了重要作用。2017年4月23日，凱西启动了“人民住房计划” ，目标是为山谷以外的弱势群体提供25,000套住房。 
此外，2017年4月26日，加德满都议会最终批准开工建设加德满都外环路，使城市化进程更加系统化。拟建的71.93 由于政治内斗和腐败，这条公路被搁置了13年多。外环路一期工程将沿着6.6公里长的 乔巴尔-甘恰-萨通加尔公路从即将到来的财政年度开始延伸，覆盖约8000罗帕尼土地，属于超过14000名土地所有者。在环城公路的总长度中，加德满都、拉利特布尔和巴克塔普尔将覆盖35.08公里。 公里，15.80 公里和 21.05 公里。 

### 当前活动

凱西（左五）在国家水稻日之际在努瓦科特省利库种植水稻（2025 年）

在2022年大选中，凱西作为尼泊尔大会党候选人赢得了努瓦科特-2选区，获得28,107票，以超过11,000票的优势击败了独立党候选人苏曼·比克拉姆·潘迪。  凱西目前在众议院公共账目委员会任职。由于委员会将于2023年举行正式主席选举，作为委员会最资深的成员，凱西代理主持了委员会会议。 

## 个人生活
凱西有六个兄弟和三个姐妹。他育有五个孩子，包括四个女儿和一个儿子。他的二女儿安贾娜·凱西·塔帕嫁给了广受欢迎的青年领袖、前卫生部长加甘·塔帕。 

## 外部連結
- 尼泊爾國大黨官方網站： https://nepalicongress.org.np/